# Музито, Глория
Глория Музито (англ. Gloria Muzito; род. 29 ноября 2002) — угандийско-шведская пловчиха. Участница летних Олимпийских игр 2024 года.

## Биография
После переезда в Швецию Музито училась в Hedbergska Skolan Sundsvall, а также в гимназии Sundsvall.
Она была удостоена ряда наград Atlantic Coast Conference, таких как All-ACC Academic Team и ACC Honor Roll в период с 2021 по 2022 год. В конце 2022 года стала одной из студентов-спортсменов, получивших стипендию Go Teach Dr Pepper Tuition Giveaway 2022 года, чтобы помочь своей карьере в сфере образования. По состоянию на март 2024 года Музито является студенткой Университета штата Флорида, где изучает спортивный менеджмент.
В период с 2014 по 2022 год Музито выступала за Швецию  и была частью шведской национальной юношеской сборной по плаванию, в частности, участвуя в чемпионате Европы по плаванию среди юниоров 2016 года и Европейском летнем олимпийском фестивале среди юношей 2017 года, где вместе с Робин Хансон смогла выиграть бронзовую медаль в смешанной эстафете.
После этого на национальном уровне стала представлять Уганду. В её составе выступала на чемпионате мира по водным видам спорта 2024 года в Дохе, Катар.
Также является частью команды по плаванию Университета штата Флорида в рамках его спортивного коллектива Florida State Seminoles. Выступала за клуб по плаванию Dolphins в Кампале, а также Sundsvall Simsällskap в Швеции.
На Африканских играх 2023 года в плавании на 100 метров вольным стилем завоевала бронзовую медаль, установив тем самым национальный рекорд.
Летом 2024 года была включёна в состав сборной Уганды на летних Олимпийских играх в Париже. На церемонии открытия Игр была знаменосцем вместе с велогонщиков Чарльзом Кагиму.